# Episodi de L'ispettore Tibbs (seconda stagione)
La seconda stagione della serie televisiva L'ispettore Tibbs è stata trasmessa in anteprima negli Stati Uniti d'America dalla NBC tra il 4 dicembre 1988 e il 16 maggio 1989.
| nº | Titolo originale          | Titolo italiano                  | Prima TV USA     | Prima TV Italia |
| -- | ------------------------- | -------------------------------- | ---------------- | --------------- |
| 1  | Don't Look Back (Part 1)  | Non voltarti quando              | 4 dicembre 1988  |                 |
| 2  | Don't Look Back (Part 2)  |                                  | 4 dicembre 1988  |                 |
| 3  | The Family Secret         | Segreti di famiglia              | 6 dicembre 1988  |                 |
| 4  | The Hammer and the Glove  |                                  | 13 dicembre 1988 |                 |
| 5  | Prisoners                 | Abuso di potere                  | 20 dicembre 1988 |                 |
| 6  | Hot Nights                | Notti calde                      | 27 dicembre 1988 |                 |
| 7  | Gunshot                   | Vittima per amore                | 3 gennaio 1989   |                 |
| 8  | Country Mouse, City Mouse | Topo di campagna e topo di città | 10 gennaio 1989  |                 |
| 9  | Stranger in Town          | Un avvocato insospettabile       | 17 gennaio 1989  |                 |
| 10 | Tear Down the Walls       | Barriere razziali                | 31 gennaio 1989  |                 |
| 11 | A Trip Upstate            | Esecutore testamentare           | 7 febbraio 1989  |                 |
| 12 | A.K.A. Kelly Kay          | Passato scabroso                 | 14 febbraio 1989 |                 |
| 13 | These Things Take Time    | Confessione di Shawn             | 21 febbraio 1989 |                 |
| 14 | Intruders                 | Tra moglie e marito              | 7 marzo 1989     |                 |
| 15 | The Creek                 | Il torrente                      | 14 marzo 1989    |                 |
| 16 | Sister, Sister            | Sorellastre                      | 21 marzo 1989    |                 |
| 17 | Walkout                   | Sciopero                         | 28 marzo 1989    |                 |
| 18 | Accused                   | Capro espiatorio                 | 4 aprile 1989    |                 |
| 19 | Fifteen Forever           | Adolescenti per sempre           | 25 aprile 1989   |                 |
| 20 | Ladybug, Ladybug          | La mantide                       | 2 maggio 1989    |                 |
| 21 | The Pig Woman of Sparta   | Amore filiale                    | 9 maggio 1989    |                 |
| 22 | Missing                   | Scomparso                        | 16 maggio 1989   |                 |